# Richard Hamilton (likovni umjetnik)
Richard Hamilton (London, 24. veljače 1922. – 13. rujna 2011.) bio je engleski slikar, ilustrator i dizajner, jedan od utemeljitelja pop arta.

## Životopis
Hamilton potječe iz radničke obitelji. Napustivši školu zapošljava se u tvornici električnih dijelova, gdje slučajno otkriva svoj dar za crtanje. Nakon završenog večernjeg tečaja crtanja upisuje se na Kraljevsku akademsku školu, ali je iz nje uskoro isključen s obrazloženjem da mu dobivena poduka nije koristila.
Godine 1952. na prvom sastanku Neovisne grupe upoznaje se s pop kolažima Eduarda Paolozzija nastalim koncem četrdesetih i početkom pedesetih, što će, uz djela Marcela Duchampa, imati ključni upliv na njegov cjelokupni likovni opus.
Hamilton je, kao i Paolozzi, uvelike bio fasciniran manifestacijama nove urbane potrošačke kulture, napose njezinim manifestacijama u pop kulturi Sjedinjenih Američkih Država, što nije teško razumjeti ako se uzme u obzir sveprisutno siromaštvo kojim je bila pogođena Britanija zbog enormnih troškova obnove nakon Drugog svjetskog rata.
Taj aspekt Hamiltonova rada je osobito uočljiv na njegovom crtežu znakovita naziva Hommage a Chrysler Corp, te na Hamiltonovu najpoznatijem djelu, kolažu Just What Is It That Makes Today`s Homes So Different, So Appeling?, reproduciranom na plakatu glasovite izložbe Neovisne grupe „This is Tomorrow“ održane 1956. Whitechapel Art Gallery u Londonu, koji je sve donedavno pogrešno navođen kao prvo pop artističko djelo, premda je nastao nakon ciklusa Zastava Jaspera Johnsa, nakon Rauschenbergova Kreveta i čitavo desetljeće nakon Paolozzijeva I Was a Rich Man`s Plaything iz 1947. Navedeno djelo glorificira glavne postulate pop kulture američke srednje klase: prenaglašenu seksualnost (muški i ženski poluaktovi), kult zabave (TV-prijemnik i uokviren, očigledno banalni strip), kult tehnike (magnetofon, usisavač), i naravno konzumerizam (ogromna lizalica s natpisom POP bizarno umetnuta u ruke body buildera u prvom planu slike).
Takav Hamiltonov plakat trebao je posjetitelje pripremiti na glavne eksponate ove neobične izložbe: robota Robbyja – „junaka“ američkog znanstveno-fantastičnog filma Zabranjeni planet, postere s prikazima špageta i pivskih boca, i sl.
Kolaž Interijer II iz 1964. pokazuje u kojem se smjeru dalje razvijao Hamiltonov likovni izričaj: u središtu slike nalazi s američka glumica Particia Knight u sceni iz filma Shockproof. Kolaž je međutim bitno pojednostavljen, i u njega je osim novinskih izrezaka umetnuta plastična šablona. I dok se američki pop umjetnici u svojim djelima okreću slavnima, Hamilton bira relativno nepoznatu glumicu fotografiranu u sceni koja reminiscira film noir, stvarajući tako ozračje klaustrofobičnog i zabranjenog, koje je dijametralno suprotno od karakteristične atmosfere pop arta, napose onog američkog.
To je svakako bilo jasno i samom Hamiltonu, koji je još 1957. ovako odredio glavne odlike pop umjetnosti: prolazna, popularna, jeftina, masovno izrađena, mlada, dosjetljiva, seksi, glamurozna i profitabilna.
Sredinom šezdesetih Hamilton upoznaje ključne osobe britanske glazbene pop scene, među kojima i Paula McCartneyja. Tako nastaje njegov kolaž – dizajn za White Album Beatlesa iz 1968.
Sredinom osamdesetih Hamilton se neko vrijeme bavi industrijskim dizajnom.
Najveće priznanje za svoj rad Hamilton je primio 1993. kada njegovo predstavljanje Britaniju na Venecijanskom Biennalu okrunjeno Zlatnim lavom.
2002. British Museum priređuje izložbu Hamiltonovih ilustracija Joyceova Uliksa, na kojima je umjetnik kontinuirano radio više od pola stoljeća.
Hamilton je preminuo 13. rujna 2011. godine, a o njegovoj smrti je prvi obavijestio umjetnički diler Larry Gagosian.